# Barbershop
Pour le film homonyme, voir Barbershop (film).

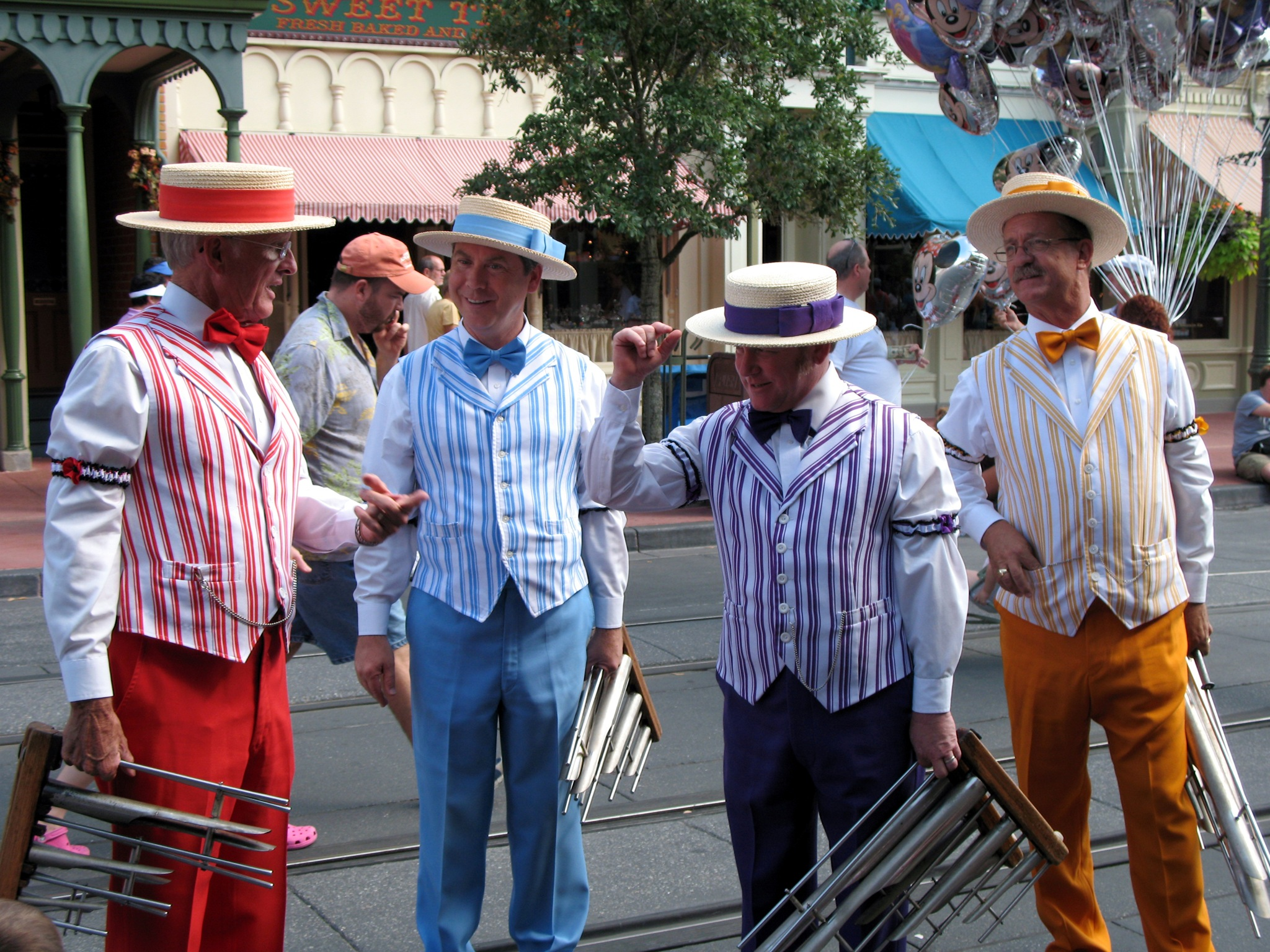
Quatuor Barbershop à Disneyland.

Le Barbershop (ou plus exactement l’harmonie barbershop) est une forme de chant a cappella à quatre voix, ayant pour caractéristique principale d'être arrangée en harmonie serrée.

## Historique
Les origines exactes du genre sont floues, précisément parce que (comme souvent dans la musique américaine) il se situe à la convergence de nombreuses influences.

### Premières mentions
La  barber's music (« musique de barbier ») anglaise est décrite pour la première fois vers le milieu du XVIIe siècle par Samuel Pepys, ou encore le poète John Milton dans leurs écrits. Le terme désigne alors de la musique instrumentale amateur pratiquée dans les salons de coiffure britanniques, principalement par les clients eux-mêmes attendant leur tour. Dans certains établissements, il n'est pas rare que des lutes et des cistres soient pendus aux murs, mis à la disposition de tous, ou encore que le barbier lui-même se prête au jeu dans ses moments libres. 
Bien qu'il n'en demeure pas de traces écrites de part la nature improvisée de ces créations, il est jugé probable qu'un type de musique bien spécifique ait émergé de ces salons, au point qu'il ait fait partie intégrante du folklore musical de l'Ère élisabéthaine. 

### Transfert vers le Nouveau Monde
Il semble que cette tradition (ainsi que le terme associé) cesse petit à petit en Angleterre au XVIIIe siècle à mesure que la profession de barbier chirurgien devient plus sophistiquée et sérieuse : davantage focalisée sur l'arrachage de dents, la saignée et à la chirurgie, et donc moins propice à la musique.
Mais avant de disparaitre, elle est transplantée, comme beaucoup de coutumes de l'Ancien Monde, sur les côtes américaines, où les barbiers y reprennent notamment la tradition des chants improvisés. La musique de ces premiers barbiers américains se développe principalement dans le Sud, où la vie est souvent moins guindée et « convenable » que dans la Nouvelle-Angleterre puritaine, où l'on chante des psaumes et où la musique des barbiers aurait certainement été considérée comme profane.

### Débuts de l'harmonie à quatre voix
La véritable tradition américaine de l'harmonisation à quatre voix débute quelque part au XIXe siècle. Comme pour tout art populaire, il est impossible de déterminer avec précision l'année, voire la décennie, où cette pratique a réellement vu le jour.
Il est néanmoins possible d'affirmer avec certitude que le chant en quatuor existait déjà avant le milieu des années 1800 à travers quelques cas bien documentés. Par exemple, on peut mentionner un quatuor familial, appelé la famille Hutchinson, composé de trois frères, Judson, John et Asa, et de leur sœur Abby, qui chantait un alto au-dessus de la mélodie, ce qui équivaut à une partie de ténor si elle était chantée par un homme. En 1843, ce quatuor populaire de Nouvelle-Angleterre chantait devant des foules d'antiesclavagistes et d'adeptes de la tempérance à New York ou encore à Philadelphie.
Au milieu des années 1800, un autre quatuor populaire originaire du Connecticut, entièrement masculin, les Continental Vocalists, présente des spectacles de variétés et publie en 1855 un recueil de chansons intitulé « The Continental Vocalists Glee Book ». Tout porte alors à croire que le chant en quatuor suscite un intérêt considérable dès les années 1850.

### Contribution afro-américaine
Au fil des ans, les Afro-Américains ont exercé une immense influence sur la musique américaine, en particulier sur les aspects liés au développement de l'harmonie barbershop. A l'origine du spiritual, puis du ragtime et du jazz, ils ont été parmi les premiers véritables improvisateurs d'harmonie, inspirant ainsi l'écriture de chansons populaires devenues les précurseurs directs du barbershop.
A la fin du XIXème siècle, on trouve de nombreuses traces documentées d'une forte tradition de chant en quatuor parmi les jeunes hommes afro-américains, qui se réunissaient de manière informelle pour à domicile pour chanter et improviser, résultat de l'exclusion des Noirs des théâtres et des salles de concert. Le jazzman Louis Armstrong racontait lui-même que, dans son enfance, il chantait en harmonie au coin des rues de la Nouvelle-Orléans ; James Weldon Johnson était quant à lui fier de mentionner qu'il avait « grandi en chantant de harmonie barbershop ». Johnson note dans ses écrits que, dès les années 1920, le genre avait déjà franchi les barrières raciales.

### Minstrel shows
Au début des années 1800, les chants et les danses des immigrés involontaires ont inspiré une forme d'art appelée « minstrel show », qui a par la suite donné naissance, entre autres, au Vaudeville, à Broadway et au barbershop. Ces spectacles, souvent composés de plaisanteries et de gags, étaient entrecoupés de ballades, de chansons comiques et de numéros instrumentaux, principalement au banjo ou au violon. Il y était d'usage qu'un quatuor d'hommes s'avance au cours du spectacle pour chanter une ballade populaire. Pendant son heure de gloire entre 1850 et 1870, le « minstrel show » est devenu l'une des clés de voûte du développement du style barbershop.
Aux débuts de l'industrie du disque, ces prestations sont enregistrées et vendues. Les premiers standards contiennent notamment des chansons populaires telles que « Shine On, Harvest Moon », « Hello, Ma Baby » et « Sweet Adeline », qui deviendront des classiques du répertoire barbershop.

### Age d'or et déclin
Entre 1900 et 1920, la musique barbershop est très populaire. Les quatuors sont partout, affublés de versions voyantes des tenues vaudevillesques de l'époque, pourvus des célèbres canotiers et gilets à rayures verticales. Le compositeur et pianiste Scott Joplin intègre même un quatuor Barbershop dans son opéra Treemonisha de 1911.
Mais le style tombe progressivement dans l'oubli à partir des années 1920-1930 au profit de genre musicaux moins complexes et plus populaires, particulièrement suite à popularisation de la radiodiffusion. A cette époque, l'harmonie Barbershop est alors réduite à une composante secondaire du gospel noir traditionnel et du gospel blanc.

### Renouveau
L'ère moderne de la musique barbershop est considérée comme ayant commencé dans les années 1940, notamment avec la création de la SPEBSQSA en 1938, qui devint plus tard l'incontournable Barbershop Harmony Society (en) actuelle. Remettant au goût du jour ce style vocal oublié pendant une vingtaine d'année, l'organisation la formalise musicalement et structurellement, mettant en place un système de concours de chant, une codification précise et des règles strictes définissant les frontières théoriques du genre,.

## Harmoniebarbershop
En pratique, l’harmonie barbershop est définie par des accords à dominante consonante (c’est-à-dire qui résonnent, qui vibrent et se répondent, sans dissonance importante) et surtout par une texture très homorythmique (où toutes les voix prononcent les paroles simultanément, mais sur des notes différentes). De nos jours, l’appellation « Barbershop » couvre une grande diversité de genres et de répertoires musicaux, tout en s’attachant à certains aspects bien caractéristiques d’harmonie, de structure, et de style.
Ce style de musique est aussi lié au gospel et représente une des influences du style doo-wop.
Chacune des quatre parties a son propre rôle : en principe, le lead vocal chante la mélodie, le ténor harmonise au-dessus de la mélodie, la basse chante les notes d'harmonie les plus graves et le baryton complète l'accord. Certains brefs passages peuvent être chantés par moins de quatre voix.

## Répertoire
Les chansons les plus connues dans le genre sont des mélodies datant des années 1910 à 1930, reprises par les formations de jazz comme : Alexander's Ragtime Band composé d'après une histoire de Irving Berlin en 1913, Ramona (L. Wolfe Gilbert et Mabel Wayne), Whispering, KKKKaty ou Honey.
Dans les années 1950, les Compagnons de la chanson interprétèrent un fameux barbershop dans leur opérette Minnie Moustache.

## Aujourd’hui
Le style barbershop fait l'objet de compétitions aux États-Unis et au Canada, notamment organisées par la prestigieuse Barbershop Harmony Society. Si la qualité musicale y est primordiale, l'apparence des chanteurs y est aussi notée et on remarque dans les groupes de style barbershop une recherche vestimentaire et des attitudes, des mimiques et une gestuelle appropriées à des chansons qui parlent d'amour pour beaucoup d'entre elles.
Au Canada, le style Barbershop est très présent. En France on dénombre aujourd'hui une trentaine d'ensembles (chœurs ou quatuors) associés de près ou de loin à l'harmonie Barbershop, pour la plupart rassemblés dans l'association nationale Française de Chant et d'Harmonie Barbershop (FRABS).